# Mario Aldo Montano
|  | No s'ha de confondre amb Aldo Montano (tirador d'esgrima, 1910) o Aldo Montano (tirador d'esgrima, 1978). |

Mario Aldo Montano   (Liorna, 1 de maig de 1948) és un esportista italià ja retirat que va competir en esgrima, especialista en la modalitat de sabre.
Va participar en tres Jocs Olímpics d'Estiu entre els anys 1972 i 1980, i hi va obtenir en total tres medalles: or a Múnic 1972, plata a Mont-real 1976 i plata a Moscou 1980. Va guanyar set medalles en el Campionat Mundial d'Esgrima entre els anys 1971 i 1979.

## Palmarès internacional
| Jocs Olímpics     | Jocs Olímpics            | Jocs Olímpics | Jocs Olímpics    |
| Any               | Lloc                     | Medalla       | Prova            |
| ----------------- | ------------------------ | ------------- | ---------------- |
| 1972              | Múnic ( Alemanya)        | 1             | Sabre per equips |
| 1976              | Mont-real ( Canadà)      | 2             | Sabre per equips |
| 1980              | Moscou ( Unió Soviètica) | 2             | Sabre per equips |
| Campionat del món |                          |               |                  |
| Any               | Lloc                     | Medalla       | Prova            |
| 1971              | Viena ( Àustria)         | 3             | Sabre per equips |
| 1973              | Göteborg ( Suècia)       | 1             | Sabre individual |
| 1973              | Göteborg ( Suècia)       | 3             | Sabre per equips |
| 1974              | Grenoble ( França)       | 1             | Sabre individual |
| 1974              | Grenoble ( França)       | 3             | Sabre per equips |
| 1978              | Hamburg ( Alemanya)      | 3             | Sabre per equips |
| 1979              | Melbourne ( Austràlia)   | 2             | Sabre per equips |